# 伊泽尔奈
伊泽尔奈（法語：Yzernay，法語發音：[izɛʁnɛ] ⓘ）是法国曼恩-卢瓦尔省的一个市镇，位于该省南部，属于绍莱区。

## 地理
伊泽尔奈（47°1'18"N, 0°42'10"W）面积40.66 平方千米，位于法国卢瓦尔河地区大区曼恩-卢瓦尔省，该省份为法国西部内陆省份，大致对应安茹地区，北起顺时针与马耶讷省、萨尔特省、安德尔-卢瓦尔省、维埃纳省、德塞夫勒省、旺代省、大西洋卢瓦尔省和伊勒-维莱讷省接壤。
与伊泽尔奈接壤的市镇（或旧市镇、城区）包括：莱塞尔克、尚特卢莱布瓦、莫莱夫里耶、拉普兰、松卢瓦尔、图勒蒙德、莫莱翁、圣皮埃尔-德塞绍布罗涅。

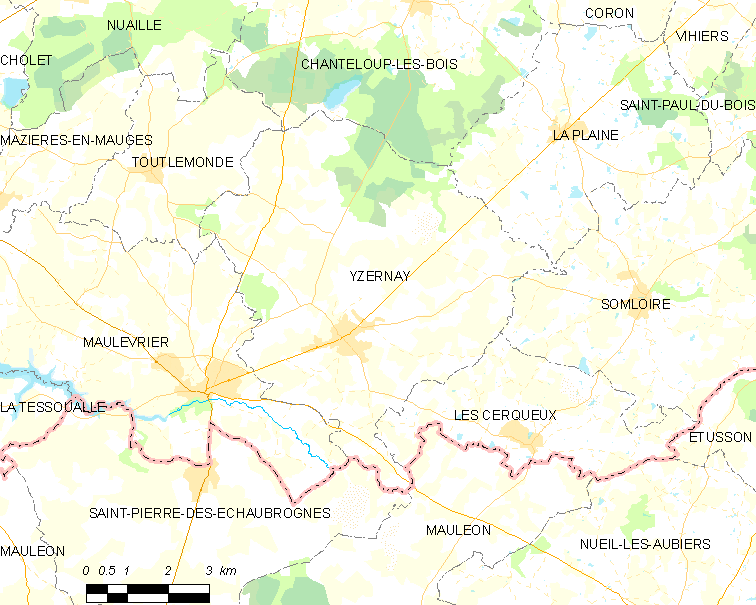
伊泽尔奈的OSM定位图

伊泽尔奈的时区为UTC+01:00、UTC+02:00（夏令时）。

## 行政
伊泽尔奈的邮政编码为49360，INSEE市镇编码为49381。

## 政治
伊泽尔奈所属的省级选区为绍莱第二县。

## 人口

1962-2008年间伊泽尔奈人口变化图示

伊泽尔奈于2022年1月1日时的人口数量为1829人。